# Дравниекс, Екаб
Екабc Дравниекс (латыш. Jēkabs Dravnieks; 23 сентября 1858, Билская волость, ныне Смилтенский край — 21 декабря 1927, Рига) — латышский издатель, переводчик, литератор, создатель первой латышской энциклопедии.

## Биография
Родился в 1858 году в Валкском уезде. Учился в Эрмесской приходской школе, затем в школе Валкского уезда и наконец в Дерптской учительской семинарии (1877—1879). После этого работал учителем в приходской школе в Тифлисе (1879—1882), в земской школе в Вецсатах. В 1886 году опубликовал «Словарь иностранных слов» (латыш. Svešu vārdu grāmata; пятое издание 1914).
В 1887 г. обосновался в Митаве, преподавал в городской гимназии. В 1890 г. приобрёл типографию, открыл книжный магазин и собственное издательство. Основными жанрами издаваемой литературы были научные и художественные книги. Выпустил первые 25 томов первого латышского «Энциклопедического словаря» (латыш. Konverzācijas vārdnīca; 1891—1894); проект остался незавершённым из-за банкротства Дравниекса, тома 27 и 28 впоследствии напечатал Индрикис Алунанс. Напечатал также сборник «Латышские дайны» (латыш. Latvju dainas), издавал журналы «Austrums» («Восток») и «Zemkopis» («Землепашец»). В 1895 году связи с материальными трудностями ликвидировал своё предприятие.
В следующем проекте «Энциклопедического словаря», издававшемся Рижским латышским обществом в 1906—1919 гг., был техническим редактором. Издал «Немецко-латышский словарь» (латыш. Vācu-latviešu vārdnīca; 1910), «Русско-латышский словарь» (латыш. Krievu-latviešu vārdnīca; 1913, третье издание 1931), «Орфографический словарь» (латыш. Pareizrakstības vārdnīca; 1915) и первый «Англо-латышский словарь» (латыш. Angļu-latvju vārdnīca; 1910, четвёртое издание 1938).
Публиковал статьи и рассказы, сочинял пьесы. Перевёл на латышский язык пьесы Германа Зудермана «Родина» (латыш. Dzimtene; 1896), Максима Горького «Мещане» (латыш. Mazpilsoņi; 1904), Герхарта Гауптмана «Крысы» и Генриха Ибсена «Дочь моря» (обе 1911), а также роман Чарльза Диккенса «Приключения английского джентльмена Николая Никлби» (латыш. Angļu džentlmeņa Nikolaja Niklbija piedzīvojumi; 1883).
Удостоен Ордена Трёх звёзд III степени (1926)